# Rétfalvi Sándor
Rétfalvi Sándor (Aknaszlatina, 1941. május 31. – Pécs, 2021. június 27.) Munkácsy Mihály-díjas érdemes szobrász, professor emiritus, Pécs díszpolgára.

## Életrajza
1959 és 1964 között a Magyar Képzőművészeti Főiskola szobrászat szakán végezte tanulmányait, mesterei Somogyi József, Szabó Iván és Pátzay Pál voltak. 1968 és 1974 között a pécsi Művészeti Szakközépiskola művészeti igazgatói posztját töltötte be. 1967-ben egyik megalapítója és szervezője volt a villányi nemzetközi szobrász-alkotótelepnek. 1982-től 1995-ig tanszékvezető volt a Janus Pannonius Tudományegyetem rajztanszékén, 1988-tól ugyanott tanszékvezető docenssé nevezték ki az általa megszervezett egyetemi szintű rajz- és vizuális szakemberképzési, 1991-től egyetemi tanárként dolgozott. 1990-ben a Pécsi Képzőművészeti Mesteriskola egyik alapítója, 1993-tól a fémszobrászat szakirányának vezetője, ahol tanítványa többek között Lengyel Péter. 2000-től a Janus Pannonius Tudományegyetem Művészeti Kar szobrász tanszékvezető egyetemi tanára volt, 2011-től professor emiritus. Római ösztöndíjasként tanulta Amerigo Tot oldalán a viaszveszejtéses bronzöntés technikáját, ezt jelenleg is műveli munkája mellett. A pécsi művészeti közélet egyik meghatározó egyéniségeként ismert. Pécsett és Nagykanizsán él. Rétfalvi azon szobrásznemzedék kiemelkedő tagja, amely Somogyi József iskolájából került ki. Művészetének máig egyik meghatározó jegye mesterének expresszív realista stílusa. Művészetében jelentős szerepet játszik a természet iránti vonzalom is, ezt antropomorf „tájszobrain” lehet felfedezni. Érmék készítésével is rendszeresen foglalkozik. 1963-tól rendszeresen részt vesz a Vásárhelyi Őszi Tárlatokon, később pedig a pécsi Országos Kisplasztikai Biennálékon. A Magyar Képző- és Iparművészek Szövetségének és a Magyar Alkotóművészek Országos Egyesületének tagja.

## Egyéni kiállítások
- 1965 • Pécs
- 1966 • Janus Pannonius Múzeum Rákóczi úti Kiállítóterem, Pécs
- 1968 • Szent István Király Múzeum, Székesfehérvár [Fürtös Ilonával] (kat.) • Janus Pannonius Múzeum, Pécs
- 1972 • Janus Pannonius Múzeum, Pécs [Bérces Gáborral]
- 1972, 1974 • Szent István Király Múzeum, Székesfehérvár • Janus Pannonius emlékére, Pécs [Fürtös Ilonával] (kat.)
- 1974 • Műcsarnok [Fürtös Ilonával] (kat.)
- 1977 • Ferencvárosi Pincetárlat, Budapest • Nagykanizsa
- 1980 • Róma
- 1982 • Babits Mihály Művelődési Központ, Szekszárd [Fürtös Ilonával]
- 1984 • Budapest • Győr • Mánfa
- 1985 • Hamburg
- 1986 • Gleisdorf (A)
- 1989 • Köln
- 1990 • Feldbach (F)
- 1995 • Hungar Hotels, Budapest
- 1996 • Zágráb
- 1997 • Dorottya u. Galéria, Budapest [ Bachman Zoltánnal, Kistelegdi Istvánnal] (kat.).

## Válogatott csoportos kiállítások
- 1978 • Magyar szobrászat, Műcsarnok, Budapest
- 1980 • A magyar kisplasztika új törekvései, Prága
- 1982 • Magyar szobrászat, Hamburg
- 1983 • Malerwoche, Graz
- 1985 • Nemzetközi Kisplasztikai Biennálé, Poznań
- 1986 • Magyar kisplasztika, Offenburg
- 1989 • Színes magyar kövek, Kunstmesse, Bázel
- 1990 • Fonderia Galerie, Svájc

## Köztéri művei

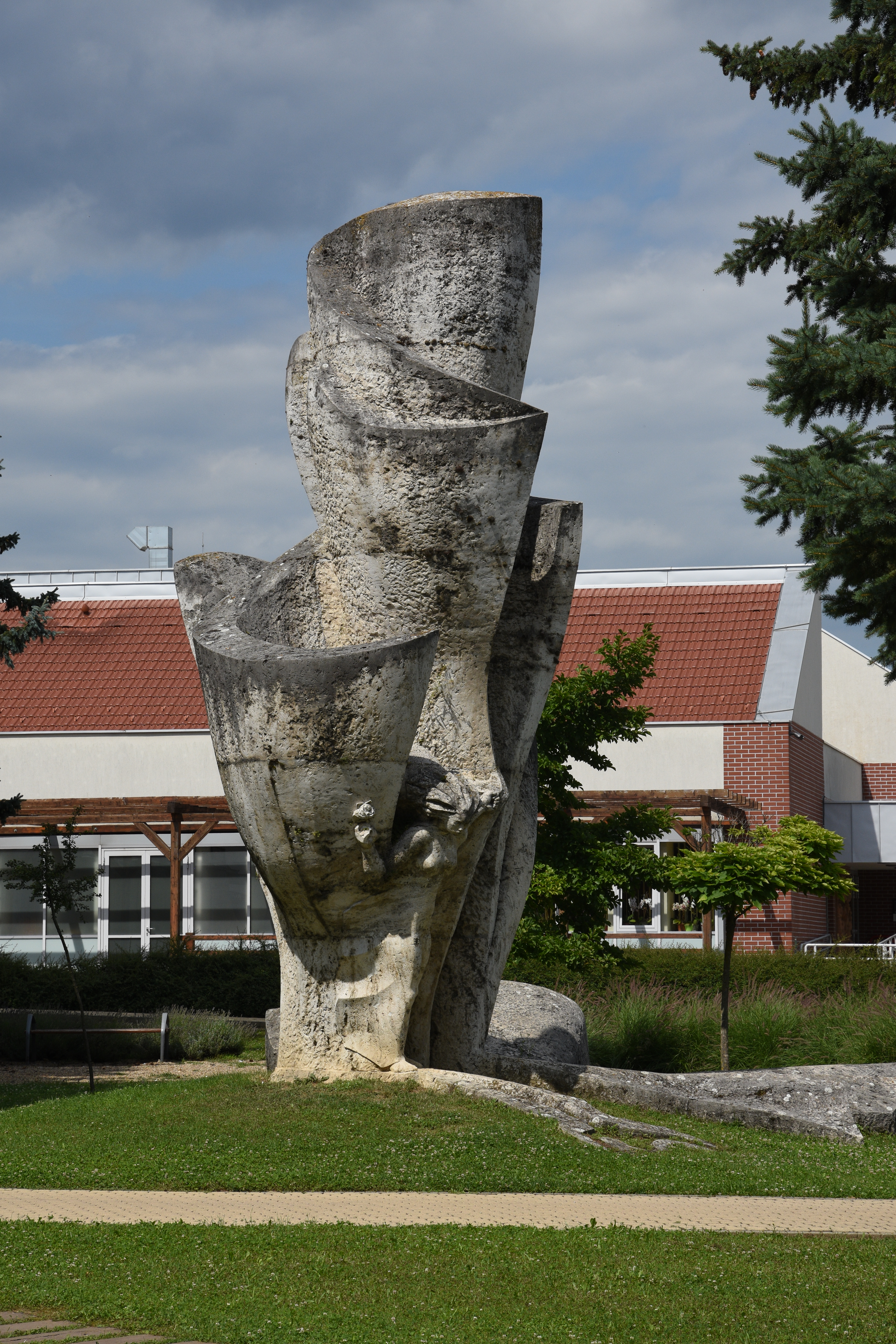
Sculptur, Lenti

- Kavicsasszony (márvány, 1968, Pécs, Pintér-kert)
- Kréth Imre (bronz dombormű, 1968, Siklós)
- Kővirág (mészkő, 1969-1970, Villány, Szoborpark)
- Corpus (bronz, 1970, Pécs)
- Fiú mozdonnyal (bronz, 1970, Csertő, Gyermekotthon. Mivel a szobrot többször is megrongálták, Patkó Béláné, csertői polgármester 2012 októberében közmunkásokkal feldaraboltatta és MÉH-telepre vitette.)[3][4]
- dombormű (bronz, 1971, Komló, Városi Tanács)

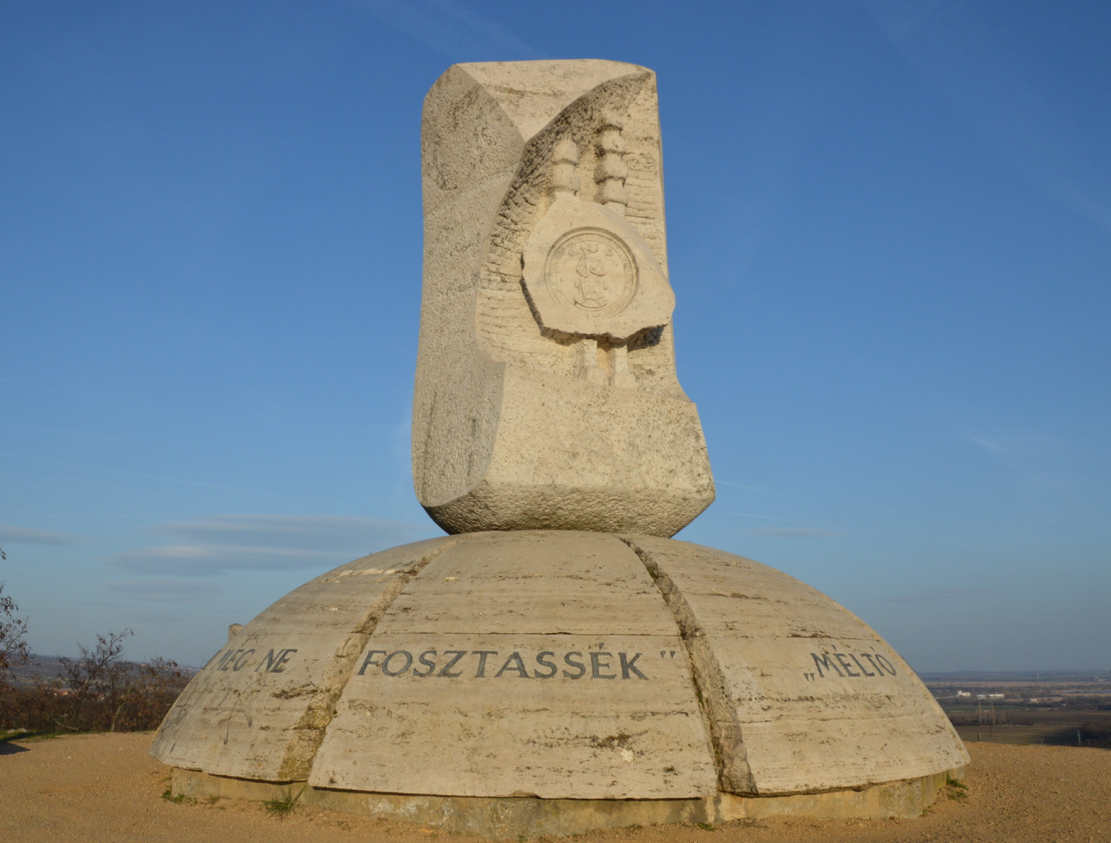
Az Aranybulla emlékműve a székesfehérvári Csúcsos-hegyen

- Aranybulla-emlékmű (mészkő, 1972, Székesfehérvár)
- feszület (fa, 1973, Szeged, római katolikus templom)
- Ormánság (mészkő, 1973, Sellye, Gimnázium)
- Felszabadulási emlékmű (mészkő, 1975, Bóly)
- plasztika (rézlemez, 1976, Sárvár, Magyar Szocialista Munkáspárt székháza)
- Pórszász János-síremlék (rézdomborítás, 1976, Pécs, köztemető)
- feliratos emléktábla (bronz, 1976, Mohács, Történelmi Emlékhely)
- Táncoló lányok (bronz, 1977, Nagykanizsa, Sétakert)
- Az ember megjelenése a tájban (kő, 1978, Gyöngyös, Agrártudományi Egyetem)
- háromalakos kompozíció (bronz, 1980, Szigetvár)
- emlékmű (mészkő, 1980, Kunfehértó)
- díszkút (1982, Budapest, Kongresszusi Központ)
- kerti plasztika (mészkő, 1983, Harkány)
- püspöki kripta (bronz, 1983, Pécs)
- cégérek (bronz, 1985, Budapest, Grand Hotel Hungária)
- Család (bronz, 1985, Szigetvár)
- Internáltak emlékére (tégla emlékfal, 1985, Nagykanizsa)
- Pilinszky János-síremlék (bronz, 1987, Budapest)
- Olajbányász emlékmű (bronz, kő, 1987, Nagykanizsa)
- Hősi emlékmű (mészkő, 1987, Lenti)
- Kígyós Sándor-síremlék (1988, Pécs)
- Schulek Frigyes (bronz kútfigura, 1989, Boglárlelle, Schulek-villa)
- II. világháborús emlékmű (tégla, 1989, Nagykanizsa)

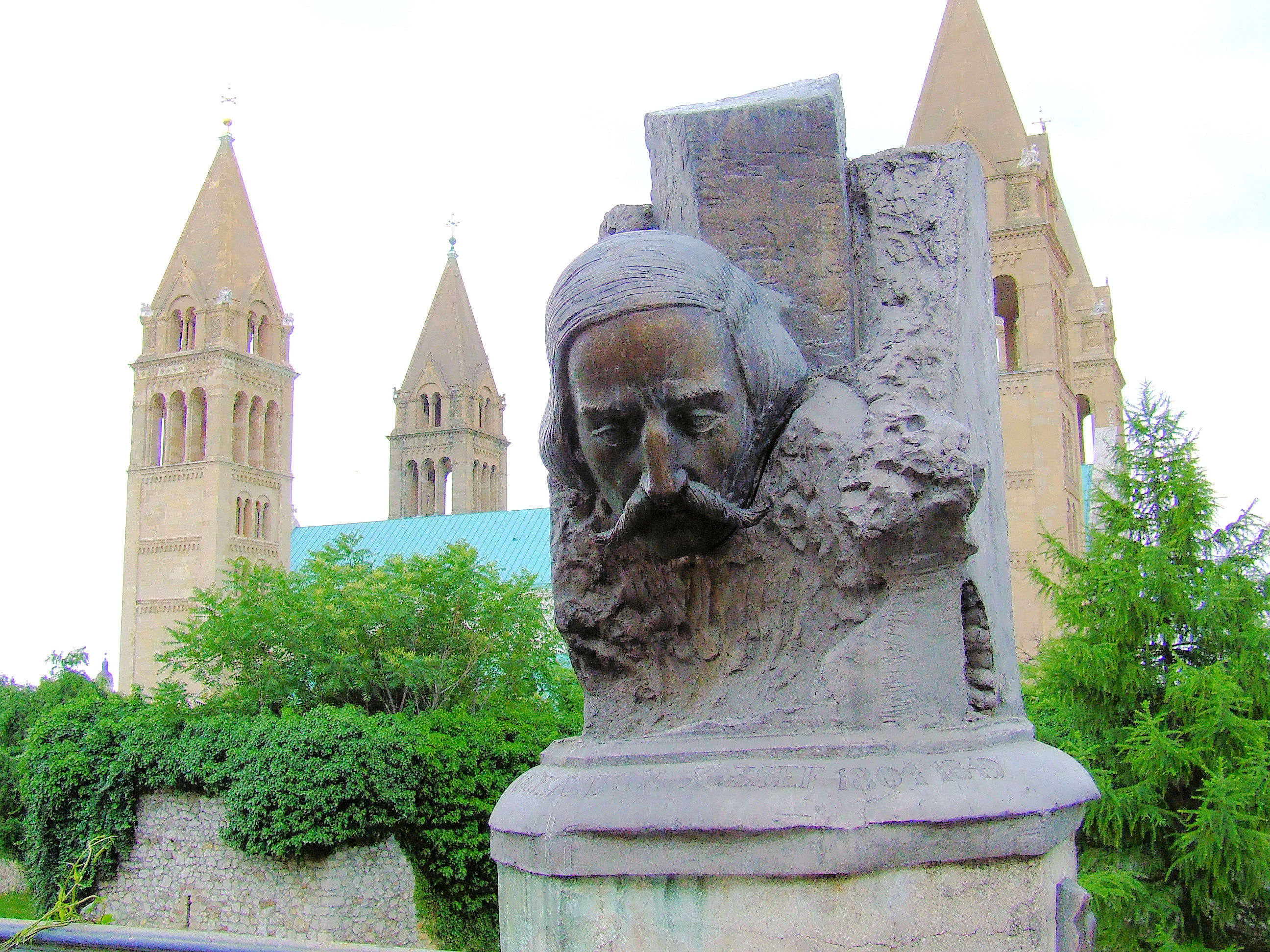
Nagysándor József honvéd vezérőrnagy, aradi vértanú szobra Pécsen

- Bacchanália (bronz szoboregyüttes, 2003, Pécs, Kálváriadomb)[5]
- gróf Batthyány Lajos (bronz portré, 1990, Nagykanizsa, Batthyány L. Gimnázium)
- Zrínyi Miklós (carrarai márvány, 1990, Nagykanizsa, Zrínyi Múzeum Gimnázium)
- Mátyás király épületplasztika (bronz, 1990-1991, Pécs, MHB épülete)
- díszkút (bronz, 1992, Pécs, Színház tér)
- Corpus (1993, Pécs, Kertvárosi templom)
- Lázár Vilmos (márvány, bronz, 1993, Pécs, Aradi vértanúk útja)
- Nagysándor József (kő, bronz, 1993, Pécs, Aradi vértanúk útja)
- II. világháborús emlék (bronz, 1994, Pécs, Janus Pannonius Tudományegyetem Aula)
- prof. dr. Grastyán Endre síremléke (bronz, 1995, Pécs)
- dr. Óriás Nándor emléktábla (1998, Pécs, Janus Pannonius Tudományegyetem, Jogi Kar)
- domborművek (1999, Pécs, Székesegyház, déli kapuzat)
- térválasztó rács (bronz, 2000, Pécs, Székesegyház, déli kapuzat).

## Művei közgyűjteményekben
- Szent István Király Múzeum, Székesfehérvár
- Janus Pannonius Múzeum, Pécs
- Magyar Nemzeti Galéria, Budapest

## Nemzetközi és hazai szimpóziumok
- 1964: St. Margarethen (Ausztria)
- 1968: Villány
- 1970: Villány
- 1972: Orońsko (Lengyelország)
- 1975: Villány
- 1980: Római Magyar Akadémia
- 1981: Graz (Ausztria)
- 1993: Iserlohn (Németország)

## Díjak, elismerések
- 1964: Európai szobrászati szimpózion ösztöndíja, Burgenland
- 1974: ösztöndíjjal Orońskóban (PL)
- 1978: Munkácsy Mihály-díj
- 1980: Római Magyar Akadémia ösztöndíja
- 1998: Érdemes művész
- 1998: Nagykanizsa díszpolgára
- 2001: Martyn-díj
- 2002: Pécs Város Művészeti Díja[6]
- 2016: Pro Civitate díj
- 2019: Pécs díszpolgára[2]

## Publikációja
- Rétfalvi Sándor: Bronzszobrászat. Archaikus bronzöntési eljárások. Pécs, Dialóg Campus, 1998. 180 p. ill. (kézirat)